# Burglahr
Burglahr ist eine Ortsgemeinde im Landkreis Altenkirchen (Westerwald) in Rheinland-Pfalz. Sie gehört der Verbandsgemeinde Altenkirchen-Flammersfeld an.

## Geographie
Der Ort liegt im Naturpark Rhein-Westerwald im Tal der Wied auf einer Höhe von ca. 167 m ü. NHN. Nachbargemeinden sind Peterslahr und Oberlahr.
Zu Burglahr gehört auch der Ortsteil Heckerfeld und der Wohnplatz Lusthof.

## Geschichte
Der Wortbestandteil -lahr wird aus dem Keltischen Lar oder Laar abgeleitet und steht für Grund und gerodete Fläche. Scherbenfunde auf dem Gelände der 1276 erstmals erwähnten Burg Lahr belegen, dass es hier bereits in romanischer Zeit eine Siedlung gegeben hat. Die Burg war ein Lehen des Erzstiftes Köln an Salentin von Isenburg (andere Quellen: Die salentinischen Isenburger waren Eigentümer der Burg und die Burg ist erst durch Verpfändung 1325 an Köln gefallen). Das Gebiet war zu dieser Zeit Teil der Herrschaft Lahr, zu der die Orte Oberlahr, Burglahr und Heckerfeld gehörten. Der heute sichtbare Turm stammt aus dem 14. Jahrhundert. Die „Lahrer Herrlichkeit“ wurde 1664 als erledigtes Lehen durch den kölnischen Kurfürsten Maximilian Heinrich von Bayern eingezogen und wurde 1803, nach Auflösung des Kölner Erzstiftes aufgrund des Reichsdeputationshauptschlusses, dem Fürstentum Nassau-Usingen zugesprochen, 1806 gehörte das Gebiet zum Herzogtum Nassau und kam 1815 aufgrund der Beschlüsse des Wiener Kongresses und eines Zusatzvertrages zum Königreich Preußen. Unter der preußischen Verwaltung wurde Burglahr der Bürgermeisterei Flammersfeld im neu errichten Kreis Altenkirchen zugeordnet, der von 1822 an zur Rheinprovinz gehörte.
Die Burg selbst wechselte vielfach die Besitzer und war, wie Scherbenfunde belegen, noch bis ins 18. Jahrhundert bewohnt. Die Ruine, 1967/68 restauriert, ist heute im Besitz der Gemeinde.
Nach dem Zweiten Weltkrieg der französischen Besatzungszone zugehörig, ist der Ort seit 1946 Teil des damals neu gebildeten Landes Rheinland-Pfalz.
Bevölkerungsentwicklung
Die Entwicklung der Einwohnerzahl von Burglahr, die Werte von 1871 bis 1987 beruhen auf Volkszählungen:
| Jahr | Einwohner |
| ---- | --------- |
| 1815 | 195       |
| 1835 | 237       |
| 1871 | 260       |
| 1905 | 238       |
| 1939 | 260       |
| 1950 | 290       |
| 1961 | 306       |

| Jahr | Einwohner |
| ---- | --------- |
| 1970 | 286       |
| 1987 | 392       |
| 2005 | 492       |
| 2011 | 500       |
| 2017 | 517       |
| 2022 | 506       |

## Religion
57 % der Bevölkerung sind katholisch, 15 % evangelisch. Die Katholiken gehören zur Pfarrei St. Antonius in Oberlahr im Erzbistum Köln; in Burglahr gibt es eine Kapelle, in der Werktagsmessen gefeiert werden. Die Protestanten gehören zur Evangelischen Kirchengemeinde Flammersfeld im Kirchenkreis Altenkirchen der Evangelischen Kirche im Rheinland.

## Politik

### Gemeinderat
Der Gemeinderat in Burglahr besteht aus acht Ratsmitgliedern, die bei der Kommunalwahl am 9. Juni 2024 in einer Mehrheitswahl gewählt wurden, und dem ehrenamtlichen Ortsbürgermeister als Vorsitzendem. In der Wahlzeit von 2009 bis 2014 gehörten dem Gemeinderat zwölf Ratsmitglieder an.

### Bürgermeister
Dieter Reifenhäuser wurde 2014 Ortsbürgermeister von Burglahr. Bei der Direktwahl am 26. Mai 2019 wurde er mit einem Stimmenanteil von 81,74 % für weitere fünf Jahre in seinem Amt bestätigt. Bei der Direktwahl am 9. Juni 2024 wurde er ohne Gegenkandidat mit 72,1 % der Stimmen erneut wiedergewählt.
Vorgänger von Dieter Reifenhäuser war Wilfried Wilsberg.

## Sehenswürdigkeiten
- Die Burg Lahr ist eine malerisch gelegene Burgruine über der Gemeinde Burglahr im Tal der Wied, deren wesentlichen Teil heute der etwa 25 Meter hohen Rundturm ausmacht.
- Die Katholische Kapelle Mariä Heimsuchung am Fuße des Burgberges stammt aus der zweiten Hälfte des 17. Jahrhunderts und ist ein verputzter, einschiffiger Bruchsteinbau mit dreiseitigem Chorschluss. Ausgestattet ist die Kapelle mit einem in einfachem Barock gehaltenen Holzaltar und einer in einer Mittelnische stehenden Holzfigur der Muttergottes mit Kind.
- Der Alvenslebenstollen ist ein 1546 m langer Verbindungsstollen zur Erzgrube Louise. Als Besucherbergwerk bietet er heute, nach Voranmeldung, einen Einblick in die Welt des Eisenerzbergbaus der vergangenen zwei Jahrhunderte.
- Die Blaue Mühle ist ein um das Jahr 1200 zu datierendes Mühlenanwesen, das denkmalgerecht gepflegt und betrieben wird und heute ein Reiterhotel im Eigentum der früheren Olympiazweiten Jutta Heine beherbergt.
- Das Naturdenkmal Bildeiche im Staatsforst Burglahr / Peterslahr / Obersteinebach mit dem Bildnis-Häuschen der sagenumwobenen Ritter-Maid liegt in etwa 2 km Entfernung vom Dorf-Zentrum im Westerwald.

## Wirtschaft und Infrastruktur
Burglahr liegt an der Landesstraße 269.

## Persönlichkeiten

### In Burglahr geboren
- Josef Busley (1888–1970), Kunsthistoriker und Ministerialrat

### Mit Burglahr verbunden
- Jutta Heine (* 1940), deutsche Leichtathletin und Olympiateilnehmerin, betreibt seit 1974 ein Hotel mit Reiterhof in Burglahr